# Nivelsteiner Mühle
Die Nivelsteiner Mühle war eine Wassermühle an der Wurm in der Stadt Herzogenrath in der nordrhein-westfälischen Städteregion Aachen im Regierungsbezirk Köln.

## Geographie
Die Nivelsteiner Mühle hatte ihren Standort an der Wurm, an der Grenzstraße Herzogenrath. Das Mühlengebäude lag auf einer Höhe von ca. 97 m über NN. Südlich der Nivelsteiner Mühle befand sich die Bannmühle,  nördlich lagen die Rimburger Mühlen.

## Gewässer
Die Wurm versorgte auf einer Flusslänge von 53 km zahlreiche Mühlen mit Wasser. Die Quelle der Wurm liegt südlich von Aachen bei 265 m über NN, die Mündung in die Rur ist bei der Ortschaft Kempen in der Stadt Heinsberg bei 32 m über NN. >

## Geschichte
Haus und Mühle Nivelstein standen etwa 2,5 km südlich von Schloss Rimburg. Die erste schriftliche Erwähnung findet sich 1692 im Lagerbuch Klosterrath. Um 1800 wurde die frühere Mahlmühle als Walkmühle gemeldet. In einer Verpachtungsurkunde von 1846 ist sogar von zwei Mühlen die Rede. Diesseits auf deutschem Gebiet stand die Walkmühle, auf der niederländischen Seite eine Mahl- und Ölmühle, die jedoch erst 1843 gegründet wurde. Sie bestand nur bis 1892 und wurde 1945 niedergelegt. Die Walkmühle auf deutscher Seite war um 1920 bereits teilweise verfallen. Ein Gebäudeteil wurde noch einige Zeit als Gastwirtschaft genutzt.

## Galerie

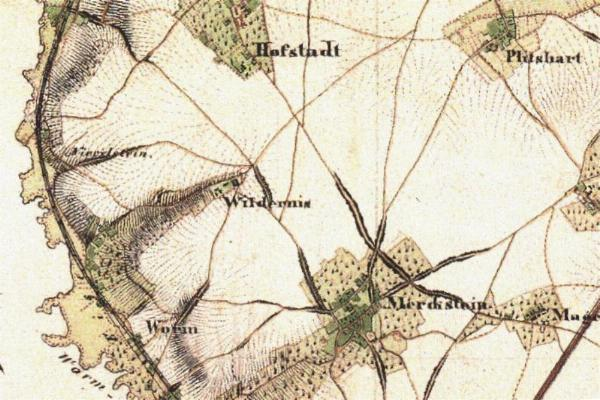
Nivelstein auf der Uraufnahme von 1846
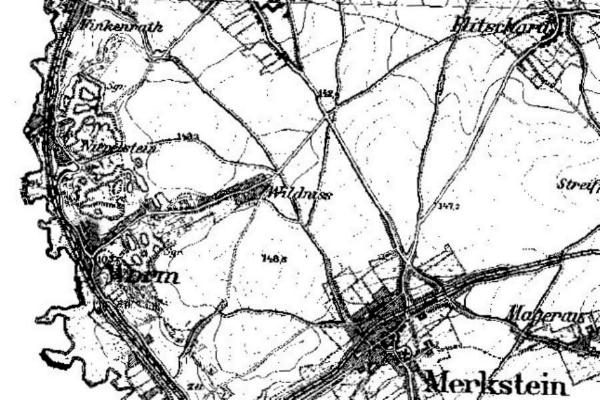
Nivelstein auf der Neuaufnahme von 1892